# Flustrellidra corniculata
Flustrellidra corniculata är en mossdjursart som först beskrevs av Smitt 1872.  Flustrellidra corniculata ingår i släktet Flustrellidra och familjen Flustrellidridae. Inga underarter finns listade i Catalogue of Life.